# Pöggstall
Pöggstall är en ort och kommun  i Österrike. Den ligger i distriktet Melk i förbundslandet Niederösterreich, 90 km väster om huvudstaden Wien.
Kommunen består av 55 orter (Ortschaften) (inom parentes invånarantal 1 januari 2024):

- Am Teich (30)
- Annagschmais (6)
- Arndorf (35)
- Aschelberg (38)
- Auhof (7)
- Bergern bei Pöggstall (25)
- Bergern bei Würnsdorf (22)
- Brennhof (9)
- Brennmühle (5)
- Bruck am Ostrong (22)
- Dietsam (98)
- Gerersdorf (60)
- Gmainhofmühle (4)
- Gottsberg (22)
- Grub bei Aschelberg (16)
- Grub bei Neukirchen am Ostrong (24)
- Gsteinert (37)
- Haag (2)
- Hinterfeld (9)
- Höfleshof (7)
- Hölltal (1)
- Krempersbach (15)
- Krumling (17)
- Kälberhof (2)
- Laas (19)
- Landstetten (12)
- Loibersdorf (76)
- Muckendorf (34)
- Mürfelndorf (47)
- Neue Welt (11)
- Neukirchen am Ostrong (125)
- Oberbierbaum (21)
- Oberdörfl (12)
- Oberhohenau (7)
- Oed (2)
- Oscha (4)
- Prinzelndorf (71)
- Pöggstall (955)
- Pömmerstall (14)
- Reitern (0)
- Riedersdorf (0)
- Sading (28)
- Staudenhäuser (4)
- Stockhof (9)
- Stollmühle (7)
- Straßreith (4)
- Thann (11)
- Thannhof (9)
- Troising (8)
- Unterhohenau (6)
- Wachtberg (13)
- Weinling (52)
- Weißpyhra (38)
- Würnsdorf (207)
- Zöbring (71)